# Jerzy Bordziłowski
Jerzy Bordziłowski, ros. Юрий Вячеславович Бордзиловский (ur. 16 listopada 1900 w Ostrowi Mazowieckiej, zm. 5 kwietnia 1983 w Moskwie) – polski i radziecki wojskowy, polityk, działacz piłkarski i redaktor. Generał pułkownik wojsk inżynieryjnych Armii Radzieckiej i generał broni Wojska Polskiego. W latach 1954–1965 szef Sztabu Generalnego Wojska Polskiego oraz wiceminister obrony narodowej. Poseł na Sejm PRL I kadencji. W 1947 roku prezes Legii Warszawa, a w latach 1951–1953 prezes PZPN. Weteran wojny polsko-bolszewickiej, rosyjskiej wojny domowej i II wojny światowej. Odpowiedzialny za pacyfikację Poznańskiego Czerwca.

## Życiorys
Urodził się w mieszanej rodzinie polsko-ukraińskiej. Był synem Mieczysława i Wiery, jego ojciec był lekarzem w Armii Imperium Rosyjskiego i zmarł na froncie I wojny światowej w 1917. Bordziłowski dzieciństwo spędził w Chersoniu na Ukrainie, gdzie w 1918 ukończył gimnazjum. 

### W Armii Czerwonej
1 września 1919 wstąpił do Armii Czerwonej i został wcielony do 422 pułku piechoty. W składzie tego pułku walczył w wojnie polsko-bolszewickiej, został wzięty pod Kijowem do niewoli polskiej, z której zbiegł po dwóch miesiącach i ponownie wrócił na front. Brał także udział w wojnie domowej w Rosji.
We wrześniu 1920 wstąpił do Kijowskiej Wojskowej Szkoły Inżynieryjnej w Kijowie, którą ukończył w 1922. Po jej ukończeniu skierowany do służby w 16 Batalionie Saperów w Kazaniu jako dowódca plutonu, a następnie kompanii i komendant szkoły podoficerskiej. W trakcie służby w tym batalionie wstąpił w 1924 do Rosyjskiej Partii Komunistycznej (bolszewików). W latach 1928–1931 był wykładowcą w Szkole Oficerów Rezerwy w Saratowie. W 1931 ukończył studia w Wojskowej Akademii Inżynieryjnej. W latach 1931–1935 pełnił obowiązki szefa służby inżynieryjnej 32 Dywizji Strzeleckiej w Saratowie.   
W grudniu 1935 objął stanowisko zastępcy szefa wojsk inżynieryjnych Dalekowschodniej Specjalnej Armii, w 1938 uczestniczył w walkach z Japonią na jeziorze Chasan.
W okresie tzw. wielkiej czystki, 12 maja 1938 aresztowany pod zarzutem szpiegostwa na rzecz Polski. Zwolniony z aresztu wiosną 1939, wrócił do armii i objął funkcję szefa 1 wydziału Wojsk Inżynieryjnych Nadwołżańskiego Okręgu Wojskowego.
Po napaści Niemiec na ZSRR mianowany początkowo zastępcą, a następnie szefem wojsk inżynieryjnych 21 Armii, która walczyła na Froncie Południowo-Zachodnim. W walkach pod Icznią 1 września 1941 został ranny. Po powrocie ze szpitala w okresie od lipca do września 1942 pełnił funkcję szefa wojsk inżynieryjnych 64 Armii walczącej w Stalingradzie. 1 października 1942 został mianowany generałem majorem wojsk inżynieryjnych i szefem wojsk inżynieryjnych – zastępca dowódcy Frontu Woroneskiego. Na tym stanowisku przygotowywał obronę, a następnie kontrofensywę na łuku kurskim. W listopadzie 1943 został przeniesiony na stanowisko szefa wojsk inżynieryjnych 33 Armii.

### W ludowym Wojsku Polskim

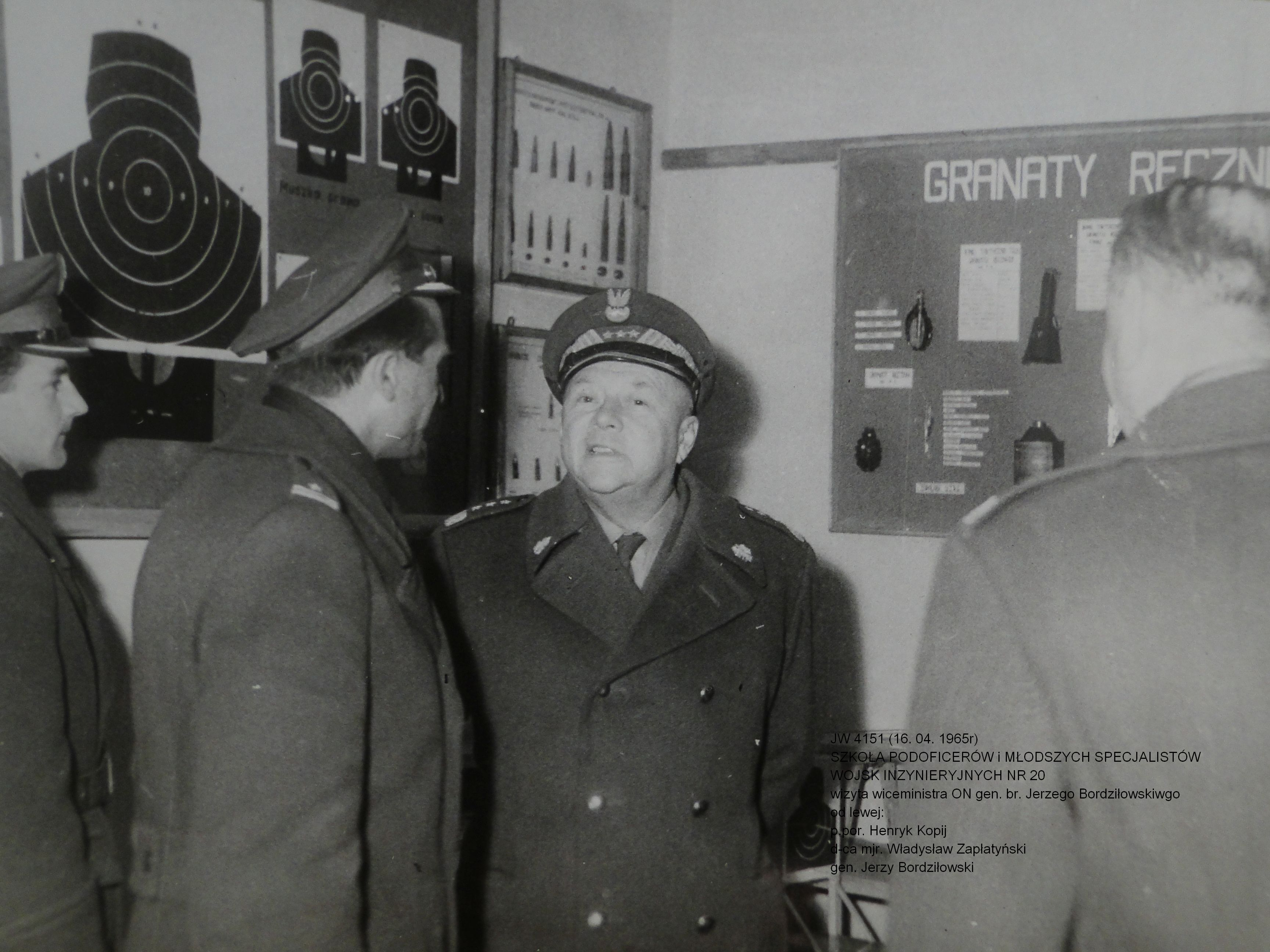

24 września 1944 został skierowany do służby w Wojsku Polskim, gdzie objął stanowisko dowódcy wojsk inżynieryjnych 1 Armii Wojska Polskiego, którą pełnił do 15 lutego 1945. Mianowany generałem porucznikiem wojsk inżynieryjnych Armii Czerwonej 11 lipca 1945. Następnie od 15 listopada 1945 został szefem wojsk inżynieryjnych Wojska Polskiego. Na tym stanowisku pełnił służbę do 1 września 1951. Kierował pracami wojsk inżynieryjnych przy rozminowaniu Polski.
W 1947 był prezesem klubu piłkarskiego WKS Legia Warszawa, który w 1948 zmienił nazwę na CWKS Warszawa.
W latach 1952–1954 studiował na Wyższym Kursie Akademickim przy Wyższej Akademii Wojskowej im. Klimienta Woroszyłowa w ZSRR.
Po powrocie ze studiów do Polski 23 marca 1954 został szefem Sztabu Generalnego WP i jednocześnie wiceministrem Obrony Narodowej (do 6 lutego 1965). Mianowany generałem pułkownikiem wojsk inżynieryjnych armii radzieckiej 7 lipca 1954. 
Wydał rozkaz krwawego stłumienia protestów ludności w czasie wydarzeń Poznańskiego Czerwca 56.
W latach 1951–1953 był przewodniczącym Sekcji Piłki Nożnej Głównego Komitetu Kultury Fizycznej – organu funkcjonującego czasowo w latach 1951–1956 w miejsce Polskiego Związku Piłki Nożnej. Przewodniczył komitetowi redakcyjnemu „Wojskowego Przeglądu Historycznego” i Małej encyklopedii wojskowej.
W latach 1954–1968 był członkiem PZPR, a w okresie 1952–1956 posłem na Sejm PRL I kadencji. W latach 60. należał do grupy zaledwie 12 osób w Polsce, które posiadały wiedzę na temat przechowywania na terenie kraju sowieckiej broni atomowej (zadanie specjalne „Wisła”).

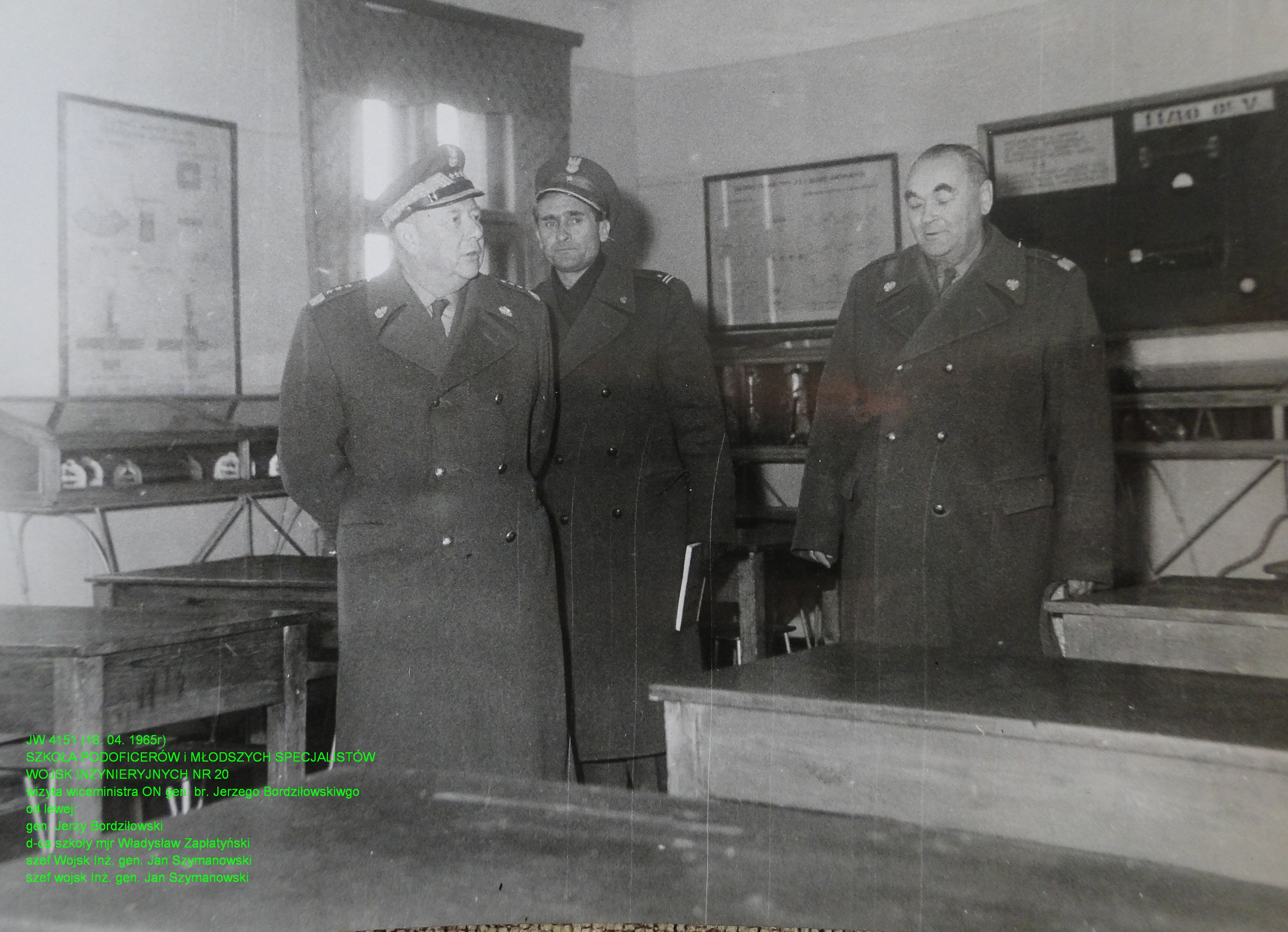
Od lewej gen. Jerzy Bordziłowski, mjr Władysław Zapłatyński i gen. Jan Szymanowski

W lutym 1965 został głównym inspektorem szkolenia bojowego i jednocześnie wiceministrem obrony narodowej. Funkcje te pełnił do marca 1968, gdy zakończył służbę w Wojsku Polskim, wyjeżdżając do ZSRR. Po wyjeździe z Polski pełnił służbę w Korpusie Inspektorów Generalnych Armii Radzieckiej.
Zmarł 5 kwietnia 1983 w Moskwie, pochowany 8 kwietnia tego samego roku na cmentarzu Nowokuncewskim w Moskwie. W imieniu Wojska Polskiego gen. Bordziłowskiego żegnał wiceminister obrony narodowej, Główny Inspektor Obrony Terytorialnej gen. broni Tadeusz Tuczapski. W pogrzebie uczestniczył także ambasador PRL w ZSRR Stanisław Kociołek oraz attaché wojskowy Ambasady PRL w Moskwie gen. dyw. Ignacy Szczęsnowicz.
Napisał wspomnienia: Żołnierska droga wyd. MON (t. I – 1970, t. II – 1972).

## Życie prywatne
Po wyjeździe z Polski mieszkał w Moskwie. Był żonaty. Żona Faina Bordziłowska, z zawodu lekarz.

## Awanse
- major (1936)
- podpułkownik (1940)
- pułkownik (1941)
- generał major wojsk inżynieryjnych – 1 października 1942 (w Wojsku Polskim przyjęty w stopniu generała brygady)
- generał porucznik wojsk inżynieryjnych – 11 lipca 1945 (w WP występował w stopniu generała dywizji)
- generał pułkownik wojsk inżynieryjnych – 7 lipca 1954 (w WP występował w stopniu generała broni)

## Ordery, odznaczenia i wyróżnienia
- Krzyż Wielki Orderu Odrodzenia Polski (1968)
- Order Sztandaru Pracy I klasy (dwukrotnie)
- Krzyż Komandorski z Gwiazdą Orderu Odrodzenia Polski (1954)
- Krzyż Komandorski Orderu Odrodzenia Polski (dwukrotnie, 1945 i 1973)
- Order Krzyża Grunwaldu III klasy (11 maja 1945)[4]
- Krzyż Oficerski Orderu Odrodzenia Polski
- Krzyż Kawalerski Orderu Odrodzenia Polski
- Krzyż Srebrny Orderu Virtuti Militari (1945)
- Złoty Krzyż Zasługi (dwukrotnie, 1946 i 1947)
- Krzyż Walecznych (20 lipca 1946)[5]
- Srebrny Medal „Siły Zbrojne w Służbie Ojczyzny” (1954)
- Brązowy Medal „Za zasługi dla obronności kraju”
- Medal za Warszawę 1939–1945
- Medal za Odrę, Nysę, Bałtyk
- Medal Zwycięstwa i Wolności
- Medal „Za udział w walkach o Berlin” (1966)
- Złota odznaka honorowa „Za Zasługi dla Warszawy” (1960)[6]
- Odznaka honorowa „Za zasługi dla Gdańska” (1965)[7]
- Złota Odznaka Honorowa Towarzystwa Przyjaźni Polsko-Radzieckiej (1964)[8]
- Złota odznaka „Na Straży Pokoju” (1976)[9]
- Srebrny medal pamiątkowy dla uczczenia górnictwa w Tysiąclecie Państwa Polskiego (1963)[10]
- Dukielski Medal Pamiątkowy (Czechosłowacja, 1961)[11]
- Order Lenina (ZSRR, dwukrotnie)
- Order Rewolucji Październikowej (ZSRR, 14 listopada 1980)
- Order Czerwonego Sztandaru (ZSRR, sześciokrotnie)
- Order Bohdana Chmielnickiego I klasy (ZSRR)
- Order Kutuzowa II klasy (ZSRR, 10 kwietnia 1945[12])
- Order Wojny Ojczyźnianej I st. (ZSRR, 31 maja 1945[13])
- Medal „Za obronę Stalingradu” (ZSRR)
- Medal „Za Wyzwolenie Warszawy” (ZSRR)
- Medal „Za zwycięstwo nad Niemcami w Wielkiej Wojnie Ojczyźnianej 1941–1945” (ZSRR)
- Medal jubileuszowy „Dwudziestolecia zwycięstwa w Wielkiej Wojnie Ojczyźnianej 1941–1945” (ZSRR)
- Medal jubileuszowy „Trzydziestolecia zwycięstwa w Wielkiej Wojnie Ojczyźnianej 1941–1945” (ZSRR)
- Medal jubileuszowy „XX lat Robotniczo-Chłopskiej Armii Czerwonej” (ZSRR, 1938)
- Medal jubileuszowy „30 lat Armii Radzieckiej i Floty” (ZSRR)
- Medal jubileuszowy „40 lat Sił Zbrojnych ZSRR” (ZSRR)
- Medal jubileuszowy „50 lat Sił Zbrojnych ZSRR” (ZSRR)
- Medal jubileuszowy „60 lat Sił Zbrojnych ZSRR” (ZSRR)
- Odznaka „25 lat zwycięstwa w Wielkiej Wojnie Ojczyźnianej 1941–1945” (ZSRR)
- Nagroda Ministra Obrony Narodowej I stopnia w dziedzinie literatury za książkę "Żołnierska Droga" (1973)[14]

i odznaczenia albańskie i czechosłowackie.